# Риккетсиозы
Риккетсиозы — исторически сложившееся название для группы преимущественно трансмиссивных острых лихорадочных болезней, вызываемых бактериями риккетсиями, бартонеллами, эрлихиями.
Риккетсии получили своё название в честь американского бактериолога Говарда Тейлора Риккетса, который погиб в Мексике, заразившись сыпным тифом.
Исторически сложилось деление всех риккетсиозов человека на 4 группы:

## Группатифов
- Эпидемический сыпной тиф — Rickettsia prowazekii;
- Эндемический (крысиный) сыпной тиф — Rickettsia typhi;
- Болезнь Брилля — Цинссера (спорадический рецидивный сыпной тиф) — Rickettsia prowazekii;
- Тиф связанный с передачей кошачьими блохами (вобудитель?).

## Группа пятнистых лихорадок
- Пятнистая лихорадка Скалистых гор — Rickettsia rickettsii;
- Средиземноморская клещевая лихорадка (марсельская лихорадка, индийский клещевой тиф, болезнь Кордучи-Ольмера) — Rickettsia conorii;
- Бразильский сыпной тиф — злокачественный вариант Пятнистой лихорадки Скалистых гор, при котором через 3-4 дня наступает смерть;
- Североазиатский клещевой риккетсиоз (риккетсиоз клещевой сибирский; устаревшие варианты — приморская клещевая лихорадка, восточносибирская сыпнотифозная лихорадка, сибирский клещевой тиф; варианты из переводной англоязычной литературы — клещевой сыпной тип Северной Азии, КСТСА) — Rickettsia sibirica;
- Австралийский клещевой риккетсиоз — Rickettsia australis;
- Японская пятнистая лихорадка — Rickettsia japonica;
- Везикулезный риккетсиоз  — Rickettsia akari[1];
- Африканский клещевой сыпной тиф[англ.] — Rickettsia africae.

## Группабартонеллёзов
- Окопная лихорадка (Волынская лихорадка) — Bartonella quintana[англ.];
- Лихорадка Оройя и перуанская бородавка — Bartonella bacilliformis[2];
- Болезнь кошачьих царапин (Фелиноз, болезнь Карриона) — Bartonella henselae;
- Бациллярный ангиоматоз — Bartonella henselae или Bartonella  quintana[3].

## Группаэрлихиозов
- Моноцитарный эрлихиоз человека — Ehrlichia muris и Ehrlichia chaffeensis;
- Гранулоцитарный эрлихиоз человека;
- Инфекционный эрлихиоз человека;

Отдельно отстоит лихорадка цуцугамуши, распространенная в Японии, Корее, Индо-Китае, в Австралии и на юге российского Дальнего Востока. Она вызывается Orientia tsutsugamushi, бактерией, принадлежащей к одному с риккетсиями семейству, но передающейся личинками краснотелковых клещей.
Также известен риккетсиоз D или осповидный риккетсиоз, очень похожий на чёрную оспу, но имеется первичный аффект в виде струпьев.
Вследствие подробного изучения ряд заболеваний, которые вызываются бактериями, ранее считавшимися риккетсиями, ныне отнесены к другим группам, т.к. в ходе подробного изучения геномов этих штаммов выяснилось, что риккетсиями они не являются; несмотря на это за ними уже исторически закрепился термин "риккетсиоз". Это, например, окопная лихорадка, вызывающаяся Bartonella quintana, и Ку-лихорадка, вызывающаяся Coxiella burnetii.

## См.также
- Клещевые инфекции